# Gliese 784
Gliese 784 is een rode dwerg met een spectraalklasse van M0V. De ster bevindt zich 20,11 lichtjaar van de zon.